# الأرض اليباب
تُعد قصيدة الأرض اليباب أو أرض الضياع أو الخراب (بالإنجليزية: The Waste land) للشاعر تي. إس. إليوت واحدة من أبرز القصائد المكتوبة باللغة الإنجليزية في القرن العشرين، وتُمثل عملاً أساسيًا في شعر الحداثة. وهي وتُعبر عن خيبة أمل جيل ما بعد الحرب العالمية الأولى وقرفِهِ أو تَقزٌزه، وتصور عالماً مثقّلاً بالمخاوف والذّعر والشهوات العقيمة. عالماً ينتظر إشارة ما تؤذن بالخلاص أو تعدُ به. نُشرت القصيدة لأول مرة في عام 1922، وبلغت 434 بيتًا. ظهرت لأول مرة في المملكة المتحدة، ثم في الولايات المتحدة. 
تنتقل القصيدة بين أصوات السخرية والنبوءة دون اتباع سرد موحد أو أسلوب ثابت. تُبرز تغييرات مفاجئة وغير معلنة في الراوي والمكان والزمن، مما يستحضر طيفًا واسعًا ومتنافرًا من الثقافات والأدب. 
لاقى نشر القصيدة لأول مرة ردود فعل متباينة. وصفها بعض النقاد بالغموض المتعمد، بينما أشاد آخرون بأصالتها. أثبتت القصيدة مع مرور الزمن مكانتها كعمل رئيسي في أدب الحداثة، وأصبحت واحدة من أكثر الأعمال الإنجليزية تأثيرًا في القرن العشرين.

## تاريخ الصياغة

### الكتابة
من المرجح أن يكون إليوت قد عمل على ما سيُصبح الأرض اليباب لعدة سنوات قبل نشرها لأول مرة في 1922، ففي رسالة للمحامي النيويوركي والراعي الحداثي جون كوين مؤرخة بتاريخ 9 مايو 1921، كتب إليوت أن لديه «قصيدة طويلة في الذهن، وجزء منها على الورق أتمنى [إليوت] إنهاءه».
كتب ريتشارد ألدنغتون في مذكراته أنه قبل «نحو من سنة» من قراءة إليوت مخطوطة الأرض اليباب عليه للمرة الأولى في لندن، فإنه قد زاره في الريف، وبينما كانا يتمشيان عبر مقبرة، بدءا مناقشة قصيدة توماس غراي مرثية كُتبت في مقبرة كنيسة ريفية. ويقول ألدنغتون: «فاجأني أن أجد إليوت معجباً بشيء شعبي كهذه القصيدة، وأنه قد مضى إلى حد القول بإنه إذا ركز شاعرٌ معاصر يعي حدوده كما كان غراي يفعل كل مواهبه في قصيدة واحدة كهذه، فإنه قد يُحرز نجاحاً مماثلاً.»
أوصي إليوت بالخلود للراحة بعد أن شُخصت إصابته باضطراب عصبي، فتقدم بطلب إجازة لثلاثة أشهر من البنك الذي كان يعمل فيه، وسُجل سبب إجازته في ملف توظيفه على أنه انهيار عقلي. سافر إليوت مع زوجته فيفيان إلى منتجع مارغيت الساحلي، وبينما كانا هُناك عمل إليوت على القصيدة، ومن الممكن أن يكون قد عرض نسخة مبكرة من القصيدة على عزرا باوند عندما سافر وزوجته لزيارته في باريس في نوفمبر 1921 بعد عودة قصيرة إلى لندن. بعدها غادر إليوت إلى لوزان في سويسرا ليُعالج على يد الطبيب روجر فيتوز الذي أوصت بها أوتولاين موريل، بينما بقيت فيفيان في مصحة خارج باريس. وفي لوزان، كتب إليوت نسخة من القصيدة في تسعة عشرة صفحة. عاد إليوت من لوزان في أوائل يناير 1922، وقرأ القصيدة على باوند الذي حررها بشكل مفصل وأضاف إليها تعليقات مفصلة، كما حذف أجزاء كبيرة منها. لاحقاً، أهداه إليوت القصيدة.

### مسودات المخطوطة
أرسل إليوت مسودات مخطوطة القصيدة إلى جون كوين في أكتوبر 1922، ووصلت كوين في نيويورك في يناير 1923. وعند موت كوين، ورثت شقيقته جوليا أندرسون المسودات. وفي أوائل الخمسينات عثرت ابنة أندرسون، ماري كونروي، على المستندات في مخزن وباعتها في 1958 بشكل خاص لمكتبة نيويورك العامة.
لم تعرف فاليري إليوت مكان المخطوطة حتى 1968 وفي 1971 نشرت دار فابر وفابر «الصور والنصوص» للمسودات الأصلية محررة ومشروحة بواسطة فاليري إليوت، ومن ضمنها النسخة الكاملة للقصيدة قبل تعديلات باوند عليها.

### التحرير
تكشف مسودات القصيدة عن احتوائها على ضعفي المادة التي صارت عليها عند نشرها النهائي - تقريباً. يعود حذف أجزاء كبيرة من القصيدة إلى اقتراحات عزرا باوند، على الرغم من أن إليوت نفسه قد حذف أجزاء كبيرة.
لم تظهر افتتاحية القصيدة الشهيرة الآن «أبريل أقسى الشهور، يخرج/ الليلك من الأرض الميتة.......» حتى بداية الصفحة الثانية من النص المطبوع للمسودة الأولى. واحتوت الصفحة الأولى المطبوعة على أربعة وخمسين سطراً في هيئة أصوات الشارع المسموعة في نهاية القسم الثاني من القصيدة «لعبة شطرنج». ظهرت هذه الصفحة وقد شطبها إليوت نفسه بقلم رصاص. وبالرغم من وجود تعديلات مماثلة كثيرة أجراها إليوت، وعددٍ من التعليقات الهامة وضعتها زوجته فيفيان، إلا أن أهم التعديلات على المسودة كانت من صنع باوند الذي أوصى بحذف أجزاء كبيرة من القصيدة.
كان قسم «الطابعة في منزلها وقت الشاي» بكامله مكتوباً على هيئة مقاطع عادية على وزن البحر العمبقي بترتيب روي: «أ ب أ ب» - وهو نفس ترتيب الروي في مرثية غراي التي شغلت بال إليوت في ذلك الوقت. كانت ملاحظة إليوت على هذا القسم في المسودة: «نظم غير جدير بالاهتمام كنظم ينبغي التحذير منه». وفي آخر الأمر، تخلى إليوت عن طريقة الأسطر الأربعة في النظم.
في إحدى المسودات، احتوت «عظة النار» على قسم مطول مكتوبٍ بطريقة الثنائيات البطولية في محاكاة لقصيدة ألكساندر بوب اغتصاب الخصلة، يصف السيدة فريسكا - التي ظهرت في قصيدة إليوت السابقة «جيرونتيون». ويرى ريتشارد إيلمان أنه بدلاً «من جعلها تتغندر كبليندا بوب، فإن فريسكا ذاهبة لتفعلها مثل بلوم جويس». حيث كانت السطور:
| الأرض اليباب | تاركة شرابها الفوار يبرد تنزلق فريسكا برفق إلى الأداة التي تحتاجها حيث حكاية ريتشاردسون المثيرة للشفقة تخفف من ألمها حتى يتم الفعل... | الأرض اليباب |

يُلاحظ إلمان أن «باوند قد حذر إليوت ذلك أن بوب قد صنع ثنائيات أفضل، وأن جويس قد كتب عن التبرز بشكلٍ أفضل، وعليه فليس هناك فائدة من إعادة الكتابة عن الأمر ذاته».
كذلك، فقد تخلص باوند من قصائد قصيرة كان إليوت قد أراد إدراجها بين الأقسام الخمسة لقصيدته، أحدها كان قد عنونه «أغنية نواح».
وبناء على طلب زوجة إليوت، فيفيان، فقد حُذف سطرٌ من «لعبة شطرنج»: «وينبغي أن نلعب لعبة شطرنج/ الرجل العاجي يصاحب بيننا/مغمضاً عينين لا تنامان ومنتظراً طرقة على الباب». ويُعتقد أن هذا القسم مبني على حياتهما الزوجية، وربما قد تكون شعرت بأن السطر يكشف أكثر مما ينبغي. غير أن سطر «الرجل العاجي» ينبغي أن يكون قد عنى شيئاً لإليوت، وإلا ما كان قد أعاده إلى نسخة من القصيدة أعدت للبيع لمساعدة مكتبة لندن في 1960 - بعد ثلاثة عشر عاماً من وفاة زوجته.

## وصلات خارجية
- الأرض اليباب على موقع الموسوعة البريطانية (الإنجليزية)

- القصيدة كاملة مع هوامش إليوت (بالإنكليزية)